# Daniel Pfister
Daniel Pfister (ur. 7 grudnia 1986 w Schwaz) – austriacki saneczkarz, medalista mistrzostw świata seniorów i juniorów.
Pierwszy sukces odniósł na mistrzostwach świata juniorów zdobywając w 2003 brąz w jedynkach. W reprezentacji Austrii startuje od 2003 roku. Na igrzyskach startował jeden raz, w 2006, kończąc zawody na trzynastym miejscu. Na mistrzostwach świata wywalczył trzy medale – jeden srebrny i dwa brązowe. W 2009 został wicemistrzem świata w drużynie mieszanej dokładając do tego trzecie miejsce indywidualnie. W 2007 wywalczył brąz w drużynie. W 2008 był bliski zdobycia medalu mistrzostw Europy zajmując czwarte miejsce w jedynkach. Dwa lata później udało mu się wejść na podium zdobywając brąz indywidualnie. W Pucharze Świata startuje od sezonu 2002/2003. Najlepszym rezultatem w klasyfikacji generalnej było piąte miejsce na koniec sezonu 2007/2008. Na swoim koncie ma trzy miejsca na podium.

## Osiągnięcia

### Igrzyska olimpijskie
| Rok  | Miejsce   | Jedynki |
| ---- | --------- | ------- |
| 2006 | Turyn     | 13.     |
| 2010 | Vancouver | 6.      |
| 2014 | Soczi     | 15.     |

### Mistrzostwa świata
| Rok  | Miejsce     | Jedynki | Drużyna mieszana |
| ---- | ----------- | ------- | ---------------- |
| 2005 | Park City   | 15.     | -                |
| 2007 | Innsbruck   | 12.     | 3.               |
| 2008 | Oberhof     | 8.      | -                |
| 2009 | Lake Placid | 3.      | 2.               |
| 2011 | Cesana      | 6.      | odwołano         |
| 2012 | Altenberg   | 17.     | -                |
| 2013 | Whistler    | 10.     | -                |
| 2015 | Sigulda     | 30.     | -                |

### Mistrzostwa Europy
| Rok  | Miejsce    | Jedynki |
| ---- | ---------- | ------- |
| 2006 | Winterberg | 18.     |
| 2008 | Cesana     | 4.      |
| 2010 | Sigulda    | 3.      |
| 2012 | Paramonowo | 12.     |
| 2013 | Oberhof    | 15.     |
| 2014 | Sigulda    | 12.     |
| 2015 | Soczi      | 12.     |

### Puchar Świata

#### Miejsca w klasyfikacji generalnej
| Sezon     | Miejsce |
| --------- | ------- |
| 2002/2003 | 49.     |
| 2003/2004 | =53.    |
| 2004/2005 | 16.     |
| 2005/2006 | =18.    |
| 2006/2007 | 9.      |
| 2007/2008 | 5.      |
| 2008/2009 | 6.      |
| 2009/2010 | 12.     |
| 2010/2011 | 8.      |
| 2011/2012 | 10.     |
| 2012/2013 | 9.      |
| 2013/2014 | 11.     |
| 2014/2015 | 20.     |

#### Miejsca na podium chronologicznie
| Nr | Dzień       | Rok  | Miejscowość | 1. Zjazd | Wynik 1. | 2. Zjazd | Wynik 2. | Łączny czas  | Lokata | Strata   | Zwycięzca      | Przypisy |
| -- | ----------- | ---- | ----------- | -------- | -------- | -------- | -------- | ------------ | ------ | -------- | -------------- | -------- |
| 1. | 16 grudnia  | 2007 | Innsbruck   | 49.024 s | 3.       | 49.071 s | 3.       | 1:38.095 min | 3.     | +0.107 s | Armin Zöggeler | -        |
| 2. | 15 lutego   | 2007 | Sigulda     | 49.126 s | 7.       | 48.987 s | 2.       | 1:38.113 min | 3.     | +0.864 s | Armin Zöggeler | -        |
| 3. | 11 stycznia | 2009 | Cesana      | 52.256 s | 3.       | 52.898 s | 4.       | 1:45.154 min | 3.     | +0.083 s | Armin Zöggeler | -        |